# Eletronorte
Centrais Elétricas do Norte do Brasil S/A, conhecida como Eletronorte, é uma empresa do setor elétrico do Brasil, com sede no Distrito Federal. Criada em 20 de junho de 1973, é uma subsidiária da Eletrobrás que atua no segmento de geração e transmissão de energia elétrica de alta e extra-alta tensão na Região Amazônica. Por meio do Sistema Interligado Nacional, comercializa energia em todo o território nacional. Em 2019, era a terceira maior geradora de energia do Brasil.

## História
Em 1968, o Comitê Coordenador de Estudos Energéticos da Amazônia (Eneram) recomendou a criação da Eletronorte, que seria responsável por explorar o potencial hidrelétrico da Região Norte. A Eletronorte foi prevista na Lei nº 5.824, de 14 de novembro de 1972, sendo constituída em 20 de junho de 1973 como uma das quatro subsidiárias regionais das Centrais Elétricas Brasileiras S.A. (Eletrobrás), uma empresa do governo federal criada em 1962 para ser responsável pela política energética do país. Incumbida de produzir energia elétrica na região amazônica, o estabelecimento da Eletronorte fez com que a Eletrobras passasse a atuar em todo o território nacional.
Em 1973, a Eletronorte foi autorizada a operar como concessionária de energia elétrica pelo Decreto nº 72.548. Na época, a região era responsável por produzir apenas 2% do total nacional. Inicialmente, a Eletronorte atuou nos estados do Amazonas, Pará, Acre, Mato Grosso (ao norte do paralelo 18º sul) e Goiás (ao norte do paralelo 15º sul), bem como nos territórios do Amapá, Roraima e Rondônia. Em 1980, passou a abranger ainda os estados de Maranhão e todo o Mato Grosso. Em 1975, inaugurou sua primeira hidrelétrica, a Usina Hidrelétrica Coaracy Nunes, no Amapá. Na década de 1980, construiu a Usina Hidrelétrica de Tucuruí, uma das usinas com maior potencial energético do Brasil.
Ainda em seu primeiro ano de funcionamento, a Eletronorte se transformou em exportadora de energia, mantendo crescentes superávits nas trocas de energia com a  Eletrobras Chesf. Em virtude das caraterísticas da região, a Eletronorte optou por desenvolver sistemas isolados nas capitais estaduais ao invés de um sistema único, contínuo e interligado, eis que esta opção demandaria altos custos financeiros. Em 1989, foram inauguradas as usinas de Balbina e Samuel. Mais tarde, assumiu o controle dos sistemas de geração térmica de todas as capitais estaduais do norte.
Na década de 1990, em decorrência da crise econômica e financeira que afetava o país, a Eletronorte adiou várias obras e, com a decisão do governo federal de baixar a inflação através da diminuição do preço da luz, também acumulou prejuízos financeiros, que eventualmente prejudicaram os investimentos e levaram a um "racionamento velado." A partir do governo de Itamar Franco, houve uma redução da influência estatal na economia. Durante a presidência de Fernando Henrique Cardoso, a empresa foi incluída no Programa Nacional de Desestatização (PND).
Em 1998, o presidente FHC sancionou a Lei nº 9.648, desmembrando a Eletronorte em seis empresas (sociedades por ações), sendo duas para a geração, transmissão e distribuição de energia elétrica, uma para a geração pela usina hidrelétrica de Tucuruí, uma para a geração nos sistemas elétricos dos estados do Acre e Rondônia, uma para geração no Estado do Amapá e outra para a transmissão de energia elétrica. Em 2004, foi retirada do PND pelo presidente Luiz Inácio Lula da Silva.
Em 2016, a Usina Hidrelétrica de Belo Monte foi inaugurada. Os estudos iniciais para o aproveitamento hidrelétrico da Bacia do Rio Xingu foram realizados pela Eletronorte na década de 1980. Com a construção, tornou-se a distribuidora, bem como detentora de 19,98% de suas ações.
Em 2020, a Eletronorte relatou um lucro líquido de R$ 1,759 bilhão ao longo de 2019, possuindo um patrimônio líquido de R$ 17,697 bilhões. Informou, ainda, possuir R$ 27 bilhões em ativos e manter 11,1 mil quilômetros de linhas de transmissão. Era a terceira maior distribuidora de energia elétrica do país.
Em 2021, incorporou a Eletrobras Amazonas GT, adicionando ao seu parque gerador a Usina Hidrelétrica de Balbina, além de seis usinas a gás natural: as termelétricas Mauá 3, Aparecida, Anamã, Anori, Caapiranga e Codajás. No entanto, em junho de 2024, as termelétricas foram vendidas para a Âmbar Energia por R$ 4,7 bilhões.

## Privatização da Eletrobras
Em 14 de junho de 2022, foram vendidas 802,1 milhões de ações da Eletrobras, com um preço base de R$ 42, em uma operação que movimentou R$ 33,7 bilhões. Com isso, a participação da União no capital votante da estatal foi reduzida de 68,6% para 40,3%.
Entre os principais acionistas estão o GIC, fundo soberano de Singapura, o veículo de investimentos de fundo de pensão canadense CPPIB e a gestora brasileira 3G Radar, ligada ao 3G Capital.

## Multas
Em 2011, a diretoria da Agência Nacional de Energia Elétrica (ANEEL) manteve uma de R$ 2,9 milhões aplicada à Eletronorte em decorrência de descumprimento de resolução normativa que versava sobre desligamentos e falhas na transmissão de energia.
Em 2014, a ANEEL decidiu manter a aplicação de multa de cerca de R$ 5 milhões à Eletronorte devido a uma falha que provocou o desligamento geral da Subestação Imperatriz, no Maranhão, em 22 de setembro de 2012. A ANEEL informou que a multa era motivada pela abrangência, gravidade e danos resultantes aos usuários.
Em 2017, a ANEEL voltou a multar a Eletronorte, por falhas na transmissão de energia, em R$ 1,8 milhão.

## Geração de energia

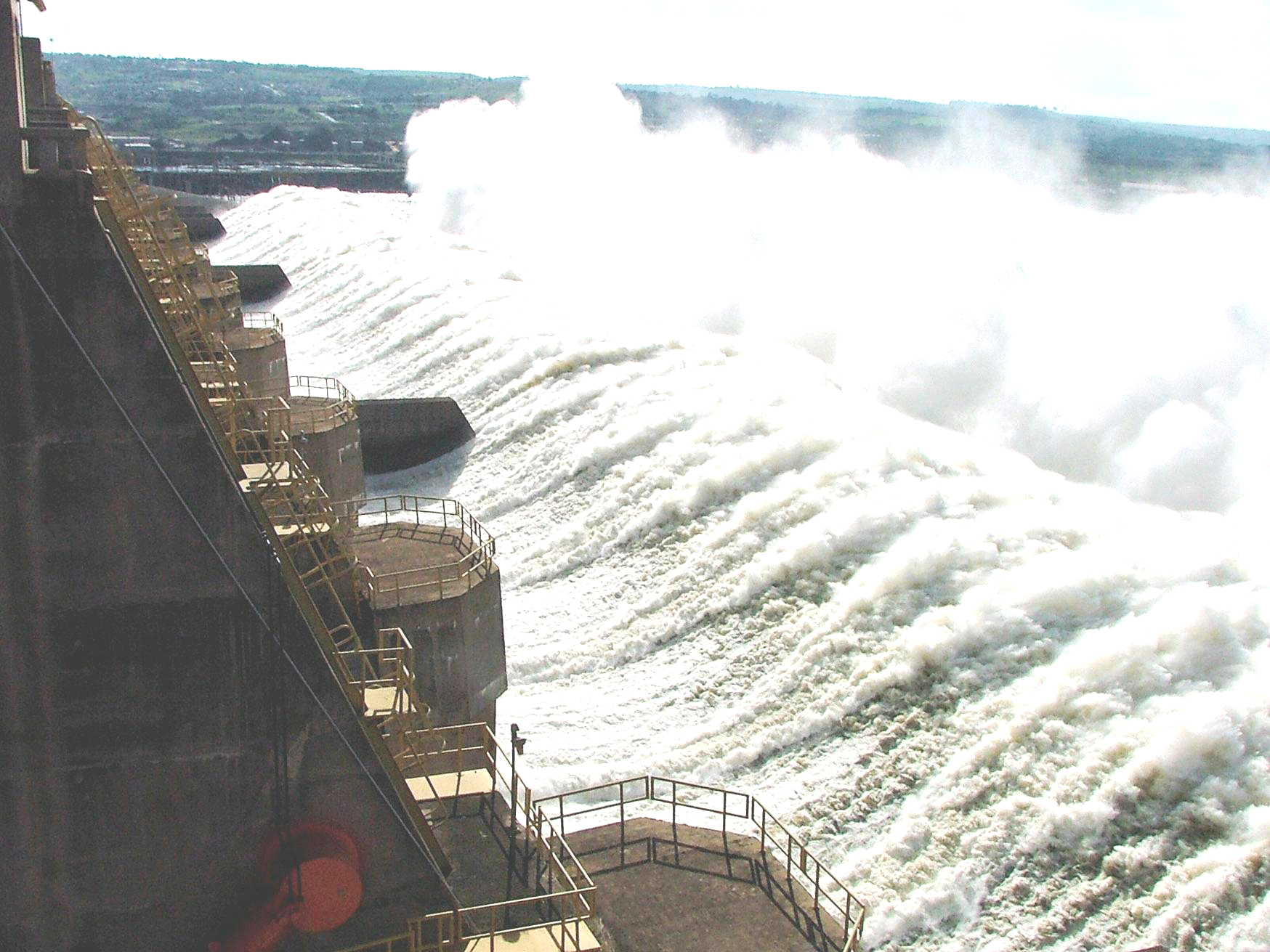
A Usina Hidrelétrica de Tucuruí, em 2004

Em março de 2022, a Eletronorte informou os seguintes dados operacionais, relativos ao ano anterior:
Potência instalada (em MW): 12.373 
Linhas de transmissão (em kms): 11,099 mil
Subestações: 59
Usinas hidrelétricas
- Usina Hidrelétrica de Tucuruí - Rio Tocantins, 8.370 MW -  Pará
- Usina Hidrelétrica Teles Pires - Rio Teles Pires, 1.820 MW -   Pará e  Mato Grosso
- Usina Hidrelétrica de Samuel - Rio Jamari, 242 MW -  Rondônia
- Usina Hidrelétrica Coaracy Nunes - Rio Araguari, 78 MW -  Amapá
- Usina Hidrelétrica Curuá-Una- Rio Curuá-Una, 30,3 MW -  Pará [21][22]
- Usina Hidrelétrica de Balbina - Rio Uatumã, 250 MW -  Amazonas

Participações em usinas hidrelétricasː
- Usina Hidrelétrica de Belo Monte (34,98%)- Rio Xingu, 11.233 MW -  Pará
- Usina Hidrelétrica de Sinop (24,5%) - Rio Teles Pires, 400 MW -   Mato Grosso

## Transmissão de energia
A Eletronorte possui um sistema de transmissão com abrangência nos sete estados da região Norte, além de Maranhão, Mato Grosso e Piauí, composto por 59 subestações, totalizando uma capacidade de transformação de 55.418 MVA (geração + transmissão), além de 11.099,03 km de linhas de transmissão de corrente alternada, nas tensões de 500, 230, 138 e 69 kV, que tem a finalidade de transportar tanto a energia gerada pelas usinas próprias quanto a recebida do Sistema Interligado Nacional (SIN).

## Resultados financeiros e operacionais
Em março de 2020, a Eletronorte prestou, em seu relatório financeiro, as seguintes informações:
| Total de ativos (em bilhões de reais): - 2015: 24,053 - 2016: 27,080 - 2017: 28,740 - 2018: 28,475 - 2019: 27,636 Patrimônio líquido (em bilhões de reais): - 2015: 11,975 - 2016: 15,097 - 2017: 15,881 - 2018: 17,314 - 2019: 17,697 Lucro líquido (em bilhões de reais): - 2015: 0,102 - 2016: 3,189 - 2017: 1,914 - 2018: 3,288 - 2019: 1,759 | LAJIDA (em bilhões de reais): - 2016: 4,180 - 2017: 2,507 - 2018: 4,493 - 2019: 3,105 Dívida líquida (em bilhões de reais): - 2016: 5,035 - 2017: 4,188 - 2018: 2,754 - 2019: 2,860 |